# Project 2025

Logo

Project 2025 (englische Schreibweise, auch 2025 Presidential Transition Project, „Projekt zum Übergang der [US-]Präsidentschaft 2025“) ist ein politischer Plan zur Umgestaltung der US-Bundesregierung und zur Konsolidierung der Exekutivgewalt zugunsten einer rechtsgerichteten Politik. Der Plan wurde von Kevin Roberts von der Heritage Foundation, einer amerikanischen nationalistisch-konservativen Denkfabrik, in Erwartung eines Sieges der Republikanischen Partei bei den US-Präsidentschaftswahlen, im April 2023 veröffentlicht.
Das 2022 gestartete Vorhaben sollte das Ziel, die US-Präsidentschaft zu gewinnen, stärken – obwohl die Projektteilnehmer keine bestimmte Kandidatur fördern konnten, gibt es viele Verflechtungen zu den Auffassungen, Aussagen und Plänen Donald Trumps und seiner Präsidentschaftskampagne 2024.
Der Plan sieht eine schnelle Übernahme der gesamten US-Exekutive im Rahmen einer Maximal-Version der Theorie einer „einheitlichen Exekutive“ vor, die besagt, dass der Präsident der Vereinigten Staaten die absolute Macht über die Exekutive haben würde – und zwar bereits mit seiner Amtseinführung.

## Beteiligte

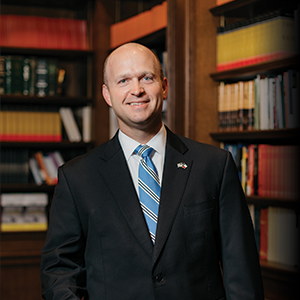
Kevin Roberts, Präsident der Heritage Foundation

Kevin Roberts, Präsident der Heritage Foundation, hat das Projekt mit dem Ziel ins Leben gerufen, eine Regierungsagenda zu erstellen. Beteiligt sind ca. 80 Partner, darunter die Nichtregierungsorganisation (NGO) Turning Point USA unter der Leitung von Charlie Kirk, das Conservative Partnership Institute (CPI) mit dem ehemaligen Trump-Stabschef Mark Meadows als Seniorpartner, das Center for Renewing America, das sich unter der Leitung des ehemaligen von Trump ernannten Office of Management and Budget-Direktors Russell Vought auf die Bekämpfung der Critical Race Theory konzentriert, sowie America First Legal („Zu Recht Amerika zuerst“, siehe MAGA) unter der Leitung des ehemaligen Trump-Chef-Politik-Beraters Stephen Miller.

## Pläne
Project 2025 sieht weitreichende Veränderungen in der gesamten US-Regierung vor, insbesondere bei der Wirtschafts- und Sozialpolitik sowie den Rollen der Bundesregierung und der Bundesbehörden. Die Mittel des US-Justizministeriums (englisch Department of Justice, kurz DOJ) sollen gekürzt, das zentrale US-Sicherheitsorgan Federal Bureau of Investigation (FBI) und das „Heimatschutz-“ bzw. Ministerium für Innere Sicherheit der Vereinigten Staaten (englisch Homeland Security) aufgelöst und die Kabinettsabteilungen für Bildung und Handel abgeschafft werden.
Der Plan zielt unter anderem darauf ab, gezielt nach politischen Erwägungen ausgewählte Personen nach der Wahl in die US-Hauptstadt Washington, D.C., zu rekrutieren, um dort von den landesweit ca. 2,9 Millionen Bundesbeamten im öffentlichen Dienst ca. 50.000 zu ersetzen, die als Angehörige eines Deep State („Staat im Staate“) bezeichnet werden, weil sie sich während Trumps erster Amtszeit nicht als folgsam erwiesen. Wenn die Macht von einer Partei zur anderen wechselte, war bislang üblich, dass „lediglich“ ca. 4000 politische Beamte ausgetauscht werden.
Unter Berufung auf eine anonyme Quelle berichtete die Washington Post im November 2023, dass Project 2025 bei der Inauguration die sofortige Berufung auf den Insurrection Act von 1807 beinhalte, um das US-Militär zur inländischen Strafverfolgung einzusetzen und das US-Justizministerium anzuweisen, Trump-Gegner zu verfolgen.
Projektleiter Paul Dans, ein ehemaliger Beamter der Trump-Regierung, sagte im September 2023, dass das Projekt „systematisch darauf vorbereite, ins Amt zu marschieren und eine neue Armee [ideologisch] ausgerichteter, geschulter und im wesentlichen einer Waffe gleicher Konservativer mitzubringen, welche bereit sind, gegen den Deep State zu kämpfen“.
Kevin Roberts kommentierte zum Anfang Juli 2024 ausgesprochenen Supreme-Court-Urteil Trump v. United States; dieses gebe die „Freiheit, Politik zu machen, ohne jede Entscheidung, die sie in ihrer offiziellen Funktion treffen, dreifach bewerten zu müssen.“ Zudem erklärte er: „Wir sind dabei, die zweite amerikanische Revolution zu erleben, die unblutig bleiben wird, wenn die Linke es zulässt.“

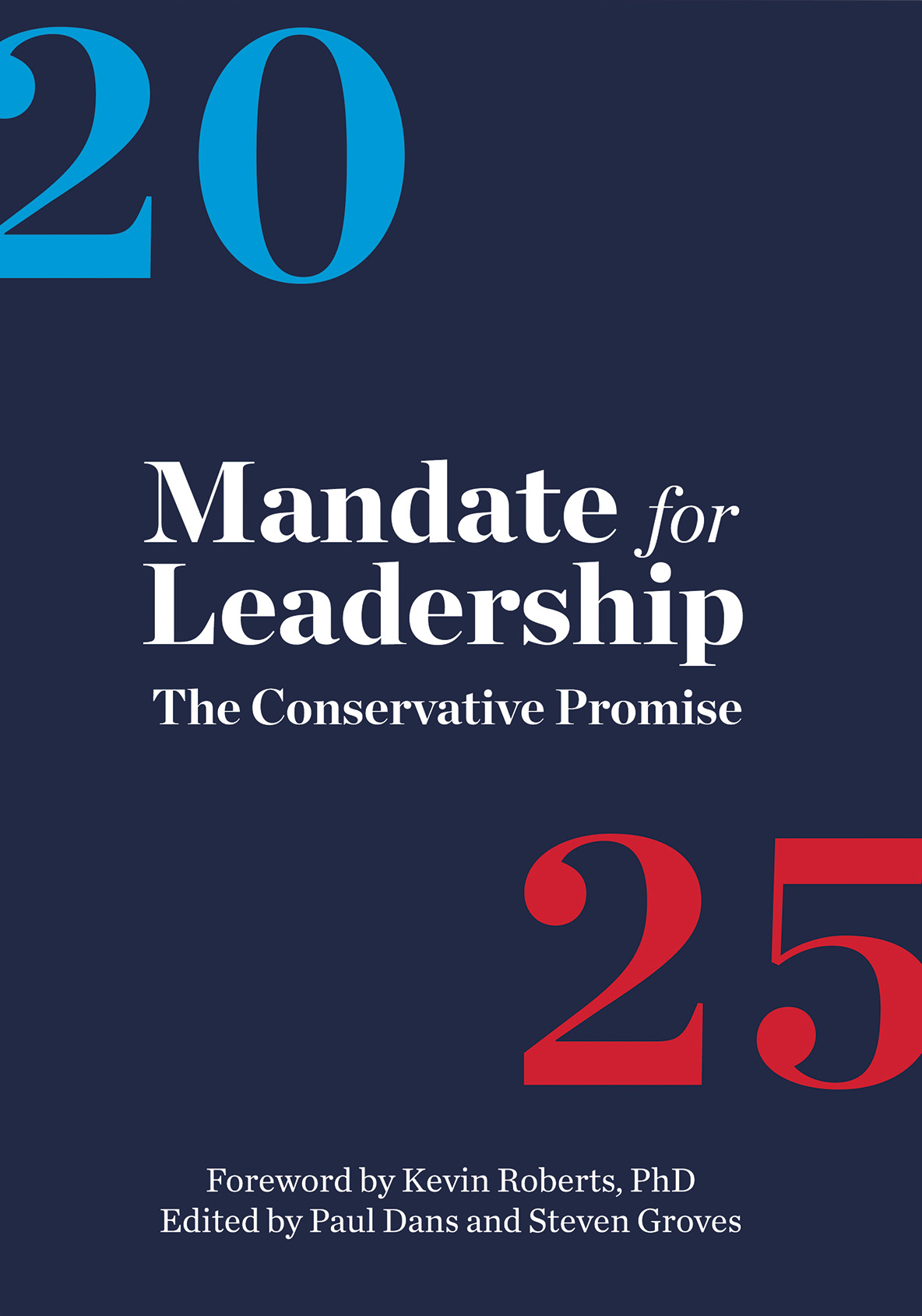
Umschlag des Buchs zum Project 2025

Dargelegt sind die Pläne für das Projekt im Wesentlichen in einem Buch mit politischen Empfehlungen unter dem Titel Mandate for Leadership: The Conservative Promise („Mandat zur Führung: Das konservative Versprechen“, Hrsg. Paul Dans, Steven Groves, Vorwort Kevin Roberts) und einer begleitenden Personal-Datenbank, die zur (Selbst-)Registrierung geöffnet ist. Darüber hinaus wird z. B. ein Online-Kurs namens Presidential Administration Academy („Präsidialverwaltungsakademie“) angeboten und ein Leitfaden zur Entwicklung von Übergangsplänen.
Laut Russell Vought bestehe die zweite Phase des Vorhabens im Entwurf konkreter Executive Orders und Dienstanweisungen zur Umsetzung der skizzierten Ziele, die im Falle einer Trump-Präsidentschaft bereits am ersten Tag unterzeichnet werden könnten.
Project 2025 verfügt über Finanzmittel von rund 22 Mio. Dollar.

## Inhalte
Ziele und Überlegungen sind in dem Buch „Mandate for Leadership: The Conservative Promise“ beschrieben. Abschnitt 1 von Project 2025 trägt die Überschrift „Die Zügel der Regierung übernehmen“ (Taking the Reins of Government). Teil 1 zum „Büro des Weißen Hauses“ wurde von Rick Dearborn geschrieben, dem ehemaligen stellvertretenden Stabschef von Donald Trump im Weißen Haus.

## Rezeption
Der Agenda wird vorgeworfen, dass sie gegen demokratische Prinzipien verstoße und zu einer Diktatur führen könne. Zu den Reaktionen auf das Vorhaben gehörten unter anderem eine Einordnung als autoritär bzw. autoritaristisch. Es sei der Versuch von Trump, wie ein Diktator zu regieren, was er auch selbst im Dezember 2023 in einem Interview gegenüber Fox News so ankündigte. Mehrere Rechtsexperten kritisieren, dass das Vorhaben die Gewaltenteilung und das Konzept des Rule of Law in den USA aushöhle. Zusätzlich kritisierten einige Konservative und Republikaner den Plan, etwa im Zusammenhang mit der Leugnung des Klimawandels.
Bezogen auf den geplanten Austausch von 50.000 der 2,9 Millionen Bundesbeamten sagte Donald Moynihan, Professor für Politikwissenschaft an der Georgetown University: „Trump und seine Leute haben gelernt: Um die Regierung zu kontrollieren, muss man die Bürokratie kontrollieren.“ Trump habe, so Moynihan, in seiner ersten Amtszeit zwar oft auf den deep state geschimpft, es aber nie verstanden, die Bundesbürokratie mit ihren 2,9 Millionen Angestellten wirklich zu beherrschen. Dieser Fehler solle nicht wiederholt werden.

## Bedeutung für Trump

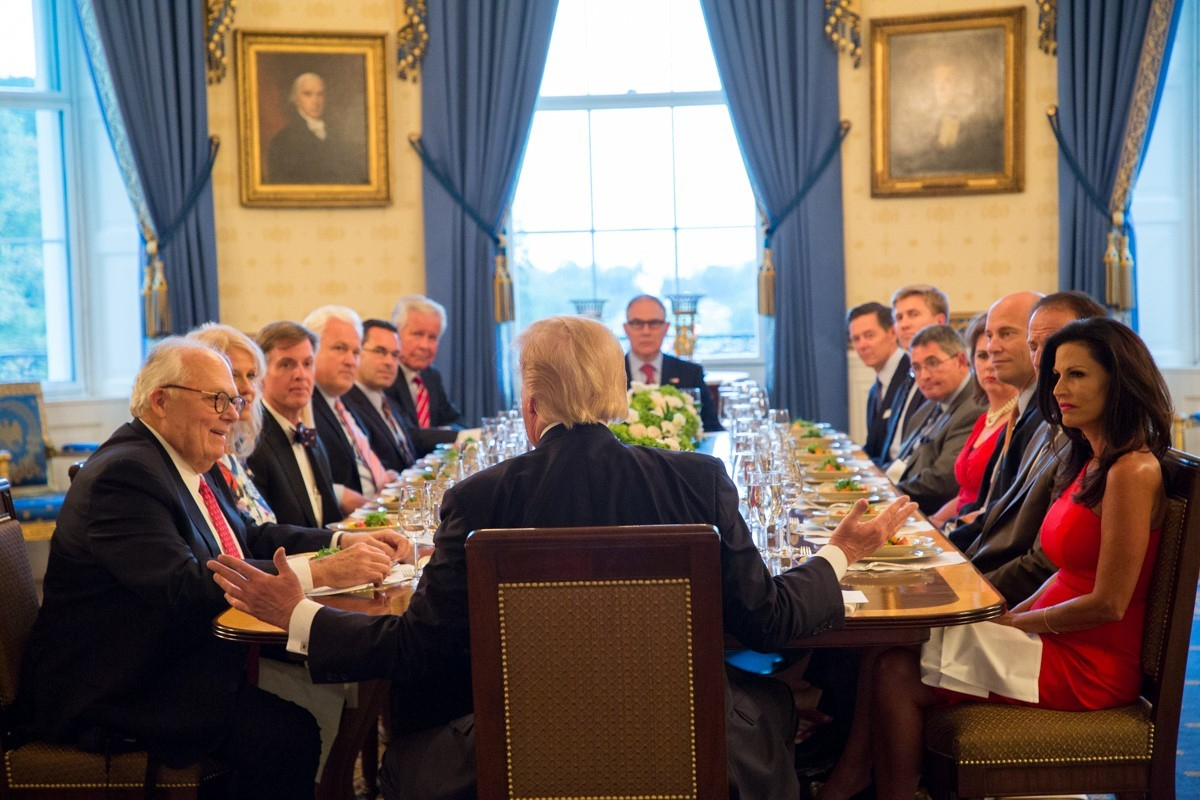
Präsident Trump bei einem Treffen mit Edwin Feulner (vorne links), Mitbegründer der Heritage Foundation, und anderen führenden Vertretern konservativer Gruppen im Jahr 2017.

Hinweise auf die Rolle der Arbeit der Heritage Foundation gibt das Projekt „Mandate for Leadership“, das vor der Wahl 2016 geschrieben wurde und 334 Empfehlungen enthielt. Ein Jahr nach Beginn der ersten Trump-Präsidentschaft gab die Heritage Foundation bekannt, dass sich davon bereits 64 Prozent in Umsetzung befänden. In den darauffolgenden Jahren mahnte Trump bei Auftritten eine stärkere Unterstützung seiner Politikgestaltung durch die Heritage Foundation an.
Auf seinem sozialen Netzwerk Truth Social behauptete Donald Trump im Juli 2024, von Project 2025 nichts zu wissen; er distanzierte sich pauschal von einigen der Pläne, ohne Weiteres zu spezifizieren, und wünschte den Autoren viel Glück. Präsident Joe Biden stellte hingegen fest, dass Project 2025 von Trumps Alliierten für dessen Zwecke geschrieben worden sei. Von den 34 Autoren wurden 31 von Trump während seiner Zeit als US-Präsident für eine Position in seiner Administration ernannt oder nominiert. Im September 2024, beim TV-Duell mit Kamala Harris, behauptete Trump, er habe Project 2025 nie gelesen und wolle und werde den Plan auch nicht lesen.
Die freie US-Journalistin Wendy Siegelman schätzt, dass der plausibelste Grund für die von Trump vorgetäuschte Verärgerung über Project 2025 sei, dass es sein Ego verletze und von seiner eigenen Agenda 47 ablenke, die sich mit vielen der Ziele des Projekts überschneide: Regulierungen abzuschaffen, die Reichen zu stützen, die Rechte der Zivilgesellschaft zurückzudrängen sowie die Macht der Exekutive zu stärken und mit Trump-Loyalen zu festigen. Laut Russell Vought des mitwirkenden Center for Renewing America unterstütze Trump dagegen Inhalte und Personal des Vorhabens und die Distanzierung von Marke und Namen des Project 2025 sei lediglich der vielerorts unpopulären Auffassung in der Öffentlichkeit geschuldet.